# Петрова, Вера Константиновна
Вера Константиновна Петрова (1870—1942) — филолог, профессор, жительница блокадного Ленинграда.

## Биография
В. К. Петрова родилась в 1870 году в Санкт-Петербурге в семье филолога и педагога.
В 1887 году после окончания Мариинской женской гимназии она училась на Педагогических курсах. В 1890 году Вера Константиновна получила звание домашней наставницы. Также она училась в Коллеж де Франс и Сорбонне во Франции.
В 1899 году Вера Константиновна вернулась в Россию и стала преподавать французский язык в Шестой Санкт-Петербургской гимназии, а также в Народном университете, в Педагогической академии, на Фонетических курсах, на курсах языков при Российском государственном педагогическом институте имени А. И. Герцена и в Фонетической школе.
C 1919 она была преподавательницей, а затем — профессором по кафедре французского языка и методики, заведующей Французским Отделением. В 1921—1925 году она была лектором на факультете общественных наук, а затем в 1926—1929 годах — старшим ассистентом на факультете языковедения и материальной культуры в Ленинградском государственном университете.
С 1929 по 1930 год Петрова преподавала аспирантам Академии Наук. В 1930 году она была лектором на всех факультетах.
В 1930 году 20 апреля она была арестована за то, что во французском кружке при Доме учёных она вела антисоветскую пропаганду, а также в руководстве монархическим обществом, созданном среди учеников её брата. 14 июня Веру Константиновну приговорила Тройка полномочного представительства Объединённого государственного политического управления в Ленинградском военном округе к ссылке на 3 года в Сибирь. До 24 июня 1931 года она находилась в Доме предварительного заключения, после чего её выслали в Сибирь.
С 1934 года Петрова В. К. была профессором Ленинградского института истории, философии и лингвистики, а в 1938—1942 годах работала старшим преподавателем на кафедре романо-германской филологии.
Во время Великой Отечественной войны она была жительницей блокадного Ленинграда.
Петрова Вера Константиновна умерла в мае 1942 года от голода.
30 августа 1989 года она была реабилитирована прокуратурой города Ленинград.

## Основные работы
- Спаситель мира: Поэма Веры Петровой. — М: типография т-ва «Общественная польза», 1911.
- Рассказы / В.П. — СПб: типо-лит. А. Э. Винеке, 1906.